# Каменка (дорога)
Каменка — историческая дорога в Москве. Проходила от Кремля на юго-запад, в окрестностях Калужской заставы. Располагалась между Новой и Старой Калужской дорогами. 
В настоящее время по Каменке частично проходит Ленинский проспект.
Названа по селу Каменского Боровского уезда, которое в древности принадлежало Архангельскому собору Москвы. 
На дороге располагались село Тропарёво и деревня Румянцево. 
В XVIII веке на геометрических специальных планах Генерального межевания значится как просёлочная
У сельца Семеновского отделялась  от Старой  последней у сельца Семеновского, минуя Воронцовские пруды с северо-запада парка, пересекала овраг, по которому текла речка Челядинка, и шла к саду Новодевичьего монастыря близ села Тропарева.